# Phortica vumbae
Phortica vumbae är en tvåvingeart som först beskrevs av Tsacas 1990.  Phortica vumbae ingår i släktet Phortica och familjen daggflugor.
Artens utbredningsområde är Zimbabwe. Inga underarter finns listade i Catalogue of Life.